# Carl Wellenkamp
Carl August Bruno Wellenkamp (* um 1820 in Hildesheim; † nach 1888) war ein deutscher Verwaltungsjurist.

## Leben

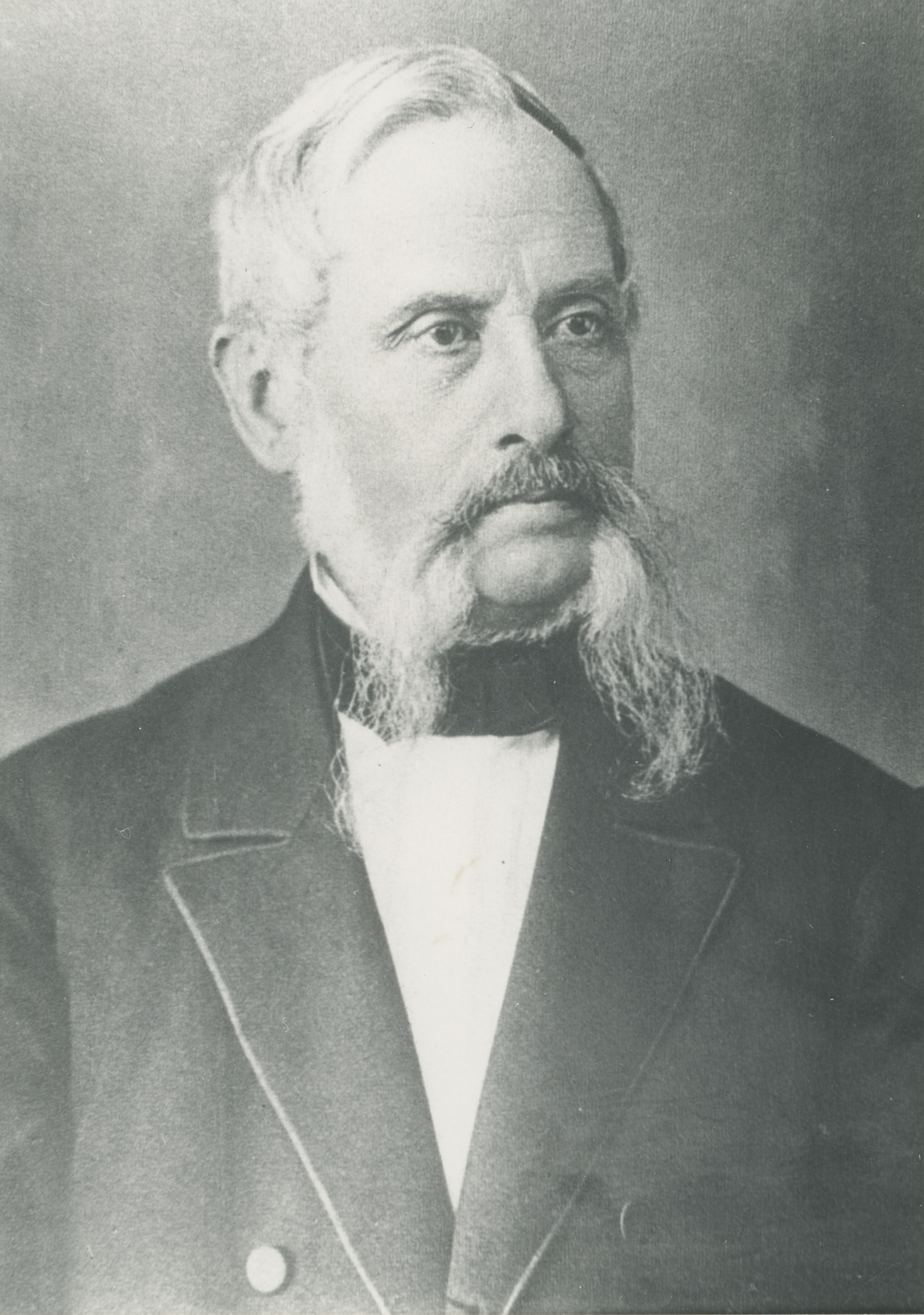
Porträtfoto von Carl (auch Karl) Wellenkamp (Kreisarchiv Verden 56/1758)

Carl Wellenkamp war Sohn des Oberlandbaumeisters Clamor Adolf Theodor Wellenkamp in Hildesheim. Er studierte ab Ostern 1838 Rechtswissenschaften an der Universität Göttingen und wurde Mitglied des Corps Hannovera Göttingen. Nach dem Studium trat er in den Verwaltungsdienst des Königreichs Hannover ein und wurde 1844 Amtsassessor im Amt Bilderlahe. 1852 wurde er auftragsweise mit der Führung des Amts Syke betraut und 1853 wurde er zum Amtmann des kurzlebigen Amts Brinkum bestellt. 1859 wurde er Amtmann in Esens, 1863 in Achim und 1883 in Soltau. Bei der Überführung des Amts in die Kreisverfassung wurde er 1885 Landrat des Kreises Soltau. 1888 trat er in den Ruhestand.